# Feed the Birds
«Feed the Birds» es una canción escrita por los Hermanos Sherman (Richard M. Sherman y Robert B. Sherman), que apareció en la película Mary Poppins. La canción habla de una vieja mendiga (llamada en la canción "Bird Woman") que se sienta en las escaleras de la Catedral de San Pablo de Londres, vendiendo bolsas de migas de pan a los transeúntes para que ellos puedan alimentar a las muchas palomas que rodean a la señora.
En el libro, Mary Poppins acompaña a los niños, en la caminata del té con sus padres, para dar dinero a la señora para alimentar a los pájaros. En la película, en la ida al banco, su padre disuade a los niños de alimentar a los pájaros, mientras Mary Poppins, quien las cantó a los niños la canción la noche anterior, estaba en su día libre. Jane Darwell interpretó a la «Bird Woman», en su última aparición en la pantalla.

## Uso
En contraste con la naturaleza enérgica de la mayoría de las canciones de la película, "Feed the Birds" es interpretada en un tempo reverente. Esta mayor seriedad de la canción es usada para enmarcar los momentos verdaderamente importantes en una película que es mayormente humorística y alegre. Es usada en cuatro momentos:
- La primera aparición es en el segmento de la orquesta al comienzo de la melodía de la película, comenzando así la obertura lentamente. La obertura luego pasa a algunas de las piezas más rápidas en el puntaje de la película.
- La segunda aparición ocurre cuando Mary Poppins canta la canción a los niños como una dulce canción de cuna en la noche antes del viaje al banco. Comienza con Mary Poppins mostrando a los niños un globo lleno de agua de la Catedral, cuyos "copos de nieve" están en la forma de las muchas aves que vuelan alrededor de la catedral. Mientras los niños se sientan y escuchan con atención, escenas que muestran vistas de la catedral y de la mujer, con partes de la canción acompañadas por un coro y una orquesta fuera de la pantalla.
- La tercera aparición es al final del viaje al banco, un segmento muy corto de alrededor de medio minuto antes de que otros limpiachimeneas aparezcan en la secuencia de los limpiachimeneas.
- La cuarta aparición es también durante el mismo viaje, una orquesta dramática y rendición coral, como un sombrío y reflexivo Mr. Banks camina hacia su lugar de trabajo, literalmente y figurativamente solo en las calles de Londres, deteniéndose en el lugar donde la mendiga se encontraba más temprano ese día, solo para encontrarlo vacante antes de continuar en el banco para enfrentar a su junta directiva para ser despedido. La escena está diseñada deliberadamente para sugerir que la mujer había muerto, y es una de las escenas más dramáticas en la película. Luego la escena da lugar a un segmento pequeño con un canto fúnebre hasta que Mr. Banks alcanza la puerta.

La canción también es aludida en la película Encantada, una parodia y tributo a las películas clásicas de Disney, en la forma de una anciana llamada Clara que vende alimento para pájaros "a dos dólares la bolsa", y en Home Alone 2: Lost in New York por el personaje conocido como Pigeon Lady (interpretada por Brenda Fricker).

## Reacciones iniciales
La canción fue cantada por Julie Andrews para mostrar imágenes de la anciana. Walt Disney mismo hizo la petición inusual de que la anciana, aunque una parte sin diálogos (excepto una línea, que indica la primera línea del estribillo de la canción), fuera un cameo de una de sus actrices favoritas, Jane Darwell (tal vez mejor recordada por interpretar a la madre de Henry Fonda en The Grapes of Wrath). A mediados de los ochenta y semirretirada de la actuación (tuvo apariciones especiales episódicas una vez al año en programas de televisión), Darwell se había mudado recientemente al Motion Picture Country Home debido a su avanzada edad y debilidad por lo que, no necesitando ni el dinero ni los créditos en pantalla, declinó la invitación. Walt Disney insistió y personalmente condujo al lugar de retiro suplicarle; encantada y halagada de que ella fuera tan deseada, finalmente aceptó la invitación. Walt le envió más tarde una limusina para llevarla al estudio, esa fue su última aparición en los medios y su única línea tuvo qué se regrabada más tarde por el productor Bill Walsh ya que su voz era muy débil.